# 郑州市第二十四中学
郑州市第二十四中学是一所位于中国河南省郑州市中原区的市级示范性高中，以艺术特色教育为主的的一所学校。